# جدایی تیتو–استالین
جدایی تیتو–استالین (انگلیسی: Tito–Stalin split) به‌دنبال درگیری‌ای که بین رهبران جمهوری فدرال سوسیالیستی یوگسلاوی و اتحاد جماهیر شوروی سوسیالیستی رخ داد منجر به خروج سریع یوگسلاوی از کمینفرم یا دفتر اطلاعات احزاب کمونیست در سال ۱۹۴۸ شد. این شروع دوره‌ای در تاریخ یوگسلاوی بود که از سال ۱۹۴۸ تا ۱۹۵۵ به طول انجامید، و توأم با روابطی سرد و با کشمکش و درگیری با اتحاد جماهیر شوروی سوسیالیستی بود.

## پیامد جنگ جهانی دوم
بلافاصله پس از جنگ جهانی دوم، چندین درگیری بین یوگسلاوی و بلوک غرب رخ داد. پس از جنگ، یوگسلاوی با موفقیت قلمرو ایستریا، و همچنین شهرهای زادار و رییکا را که از دهه ۱۹۲۰ بخشی از ایتالیا را تشکیل می‌داد، به تصرف خود درآورد. این اقدام برای اسلاوها که عمدتاً کروات‌ها و اسلوونی‌ها بودند فایده مستقیم داشت. رهبر یوگسلاوی به دنبال این پیروزی در پی ایجاد قلمروی آزاد تریسته به عنوان یک کشور بود، که با مخالفت متفقین غربی و استالین مواجه شد.
که پیامد آن چندین درگیری مسلحانه بود، به ویژه آنکه هواپیماهای جنگنده یوگسلاوی به هواپیماهای حمل و نقل آمریکایی شلیک کردند و همین باعث انتقاد شدید کشورهای غربی و استالین شد. از سال ۱۹۴۵ تا ۱۹۴۸ حداقل چهار هواپیمای آمریکایی مورد اصابت گلوله قرار گرفتند. استالین با این تحریکات مخالف بود، زیرا احساس می‌کرد اتحاد جماهیر شوروی آمادگی رویارویی زودرس درپی تلفات روسیه بعد از جنگ جهانی دوم را ندارد.
علاوه بر این، تیتو آشکارا به حمایت از کمونیست‌ها در جنگ داخلی یونان پرداخت، این در حالی بود که استالین فاصله خود را در عدم حمایت بر اساس توافقنامه با وینستون چرچیل حفظ کرد. تیتو قصد داشت آلبانی و یونان را در همکاری با جمهوری خلق بلغارستان جذب کند، و بدینوسیله تیتو یک بلوک قدرتمند اروپای شرقی را خارج از کنترل مسکو تأسیس کرد. استالین نتوانست آن تهدید را تحمل کند.

## نتیجه
پس از مرگ استالین و نفی سیاستهای او توسط نیکیتا خروشچف، صلح با تیتو برقرار شد و یوگسلاوی دوباره در بین‌الملل کشورهای سوسیالیستی برادر پذیرفته شد. با این حال، روابط دو کشور شوروی و یوگسلاوی هرگز به‌طور کامل بازسازی نشد. یوگسلاوی ادامه راه استقلال را در برابر سیاست‌های جهانی پیش می‌برد تا آن را تحت تأثیر قرار دهد، و مانع از تأثیر غرب و شرق می‌شد. ارتش مردمی یوگسلاوی به‌طور رسمی دو برنامه دفاعی را پیش می‌برد، یکی در مقابل حمله ناتو و دیگری در برابر حمله پیمان ورشو.
تیتو برای به‌دست آوردن کمک‌های آمریکا از بیزاری اتحاد جماهیر شوروی سود جست و با یافتن جنبش عدم تعهد، توانست یوگسلاوی را به یک نیروی پیشرو تبدیل کند.